# Stazione di Santhià
Stazione di Santhià vasútállomás Olaszországban, Santhià településen.

## Vasútvonalak
Az állomást az alábbi vasútvonalak érintik:
- Torino–Milánó-vasútvonal
- Santhià–Arona-vasútvonal
- Santhià-Biella-vasútvonal

## Kapcsolódó állomások
A vasútállomáshoz az alábbi állomások vannak a legközelebb:
- Stazione di Tronzano
- Stazione di Carisio
- Stazione di Brianco
- Stazione di San Germano Vercellese